# Bedford VAL

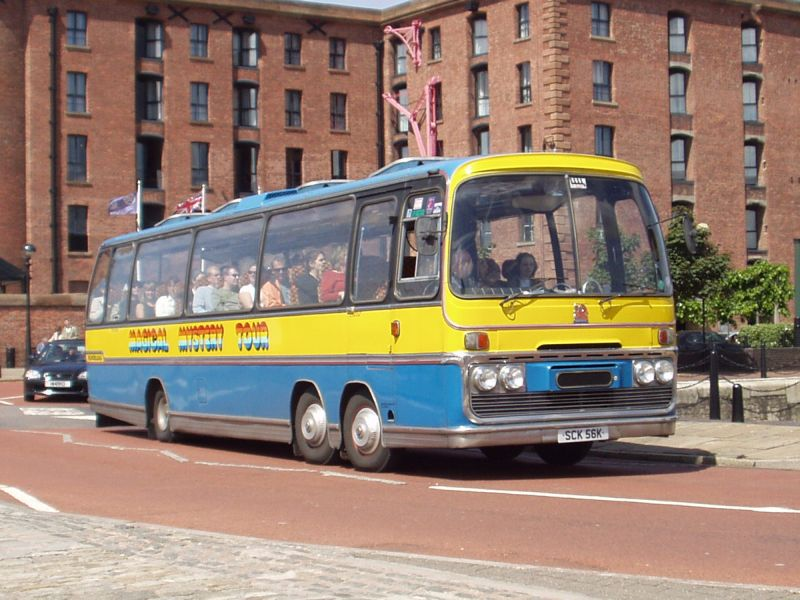
Bedford VAL70 mit Plaxton Panorama Elite II – Aufbau

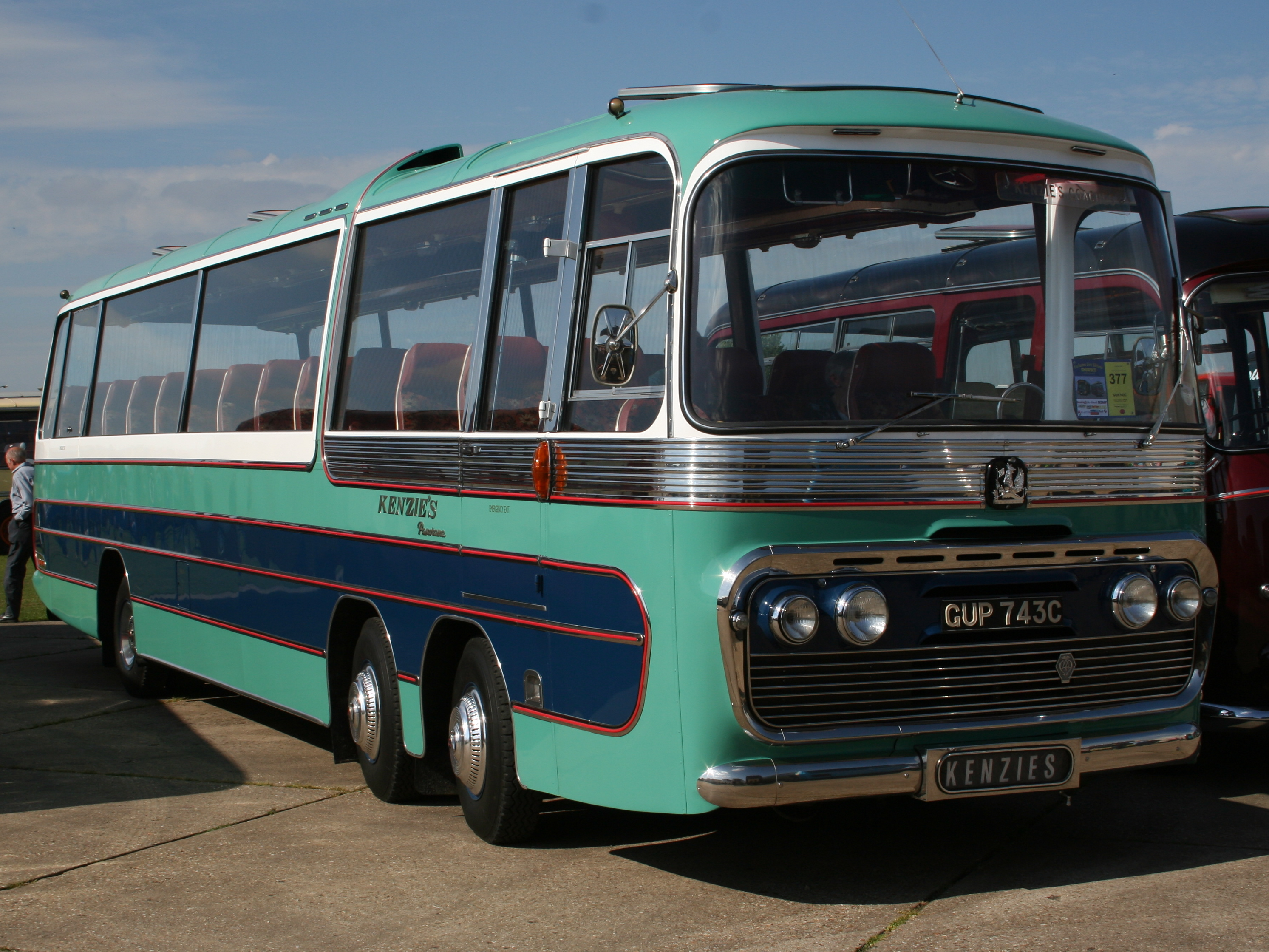
Ein restaurierter Reisebus Bedford VAL14 mit Plaxton-Aufbau

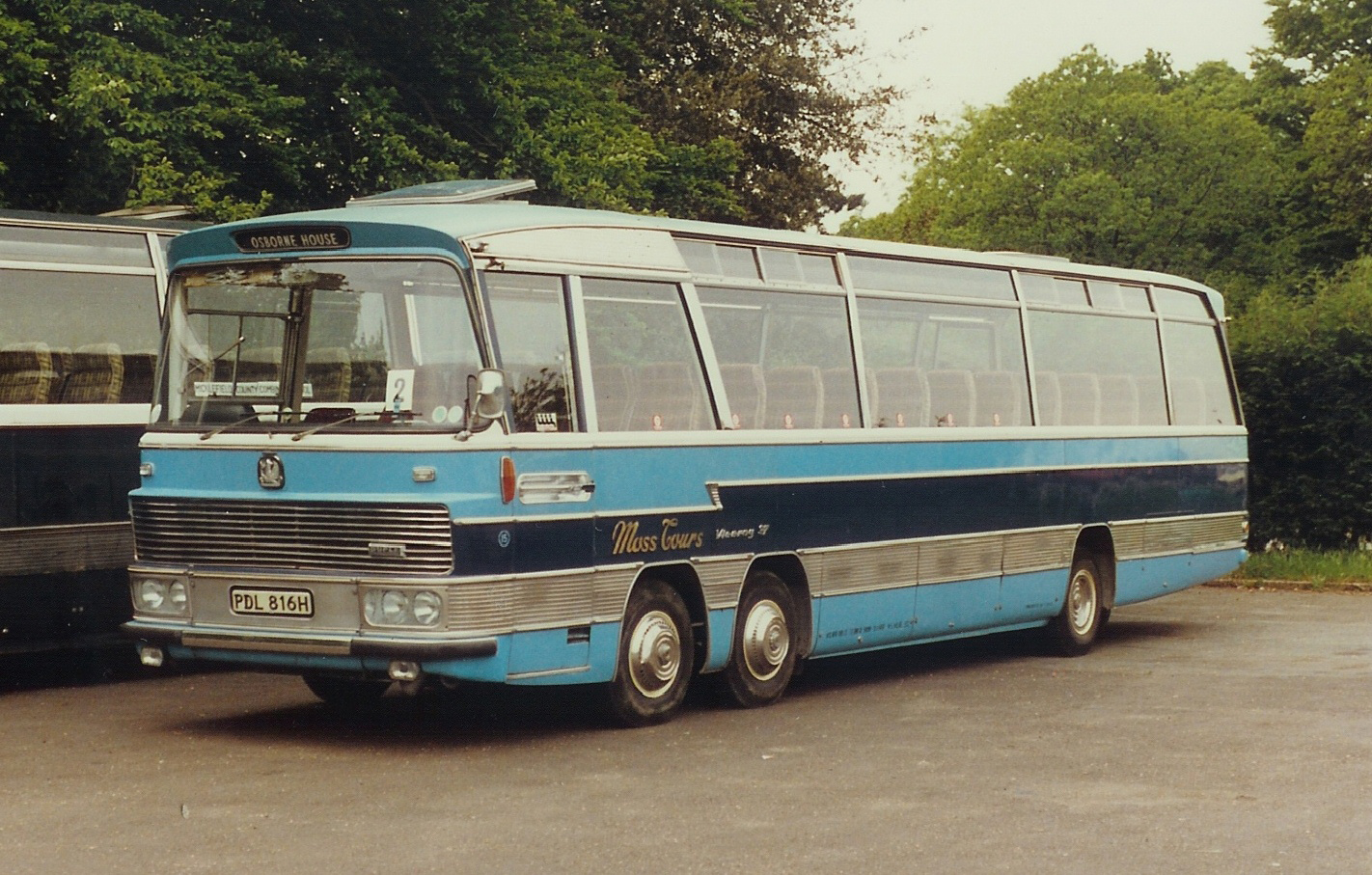
Ein Bedford VAL70 mit Duple-Viceroy-Aufbau (1970)

Der Bedford VAL war ein Reisebus-Chassis, das in den 1960er Jahren von Bedford in Großbritannien hergestellt wurde. Als dreiachsiger Bus mit zwei lenkbaren Vorderachsen war er seinerzeit eine Ausnahmeerscheinung.
Ursprünglich diente ein Reihensechszylinder-Dieselmotor Leyland O 400 als Antrieb und wurde als VAL14. Über 900 Exemplare des VAL14 wurden von 1963 bis 1966 gebaut; die größten Bestellungen kamen von Wallace Arnold in Leeds, Seamarks in Westoning, Everall in Wolverhampton und Bartons.
Ab 1967 gab es den VAL70 mit der etwas größeren Bedford-Maschine mit 466 cu in (7.636 cm³) Hubraum. Er verdrängte rasch den VAL14.

## Aufbauten
Der VAL wurde mit Aufbauten verschiedener Karosseriebaubetriebe ausgeliefert. Die meisten VAL14 wurden von Duple oder Plaxton ausgestattet. Es gab aber auch andere Aufbauhersteller wie z. B. Harrington und Yeates. Einige VAL14 erhielten auch Linienbusaufbauten  von Marshall Bus (10 Stück) für die BEA, einige von Strachan (10 Stück) für North Western.

## Auftreten in Filmen
Der Bedford VAL wurde 1969 auch international bekannt durch eine Rolle im Film Charlie staubt Millionen ab (The Italian Job). Dieser Bus war ein Harrington Legionaire mit der Zulassungsnummer ALR 453B, der im April 1964 an Batten ausgeliefert wurde. Nach den Umbauten für den Film nahm der Bus den normalen Reiseverkehr wieder auf und wurde erst in den 1990er Jahren verschrottet.
Ein von Plaxton karossiertes Exemplar mit der Zulassungsnummer URO 913E ist im Beatles-Film The Magical Mystery Tour von 1967 zu sehen. Dieser Bus wurde im selben Jahr an Fox in Hayes ausgeliefert. Ein anderer Bus mit der Zulassungsnummer SCK 56K, auch ein VAL, wird in den 2000er Jahren in Liverpool für die „Magical Mystery Tour“, eine Stadtrundfahrt auf den Spuren der Beatles, eingesetzt.